# Stefan Despotovski
Stefan Despotovski (in macedone Стефан Деспотовски?; Skopje, 2 gennaio 2003) è un calciatore macedone, difensore dell'OFK Belgrado e della nazionale macedone.

## Carriera

### Club
Ha iniziato a giocare a calcio nel settore giovanile del Partizan per poi passare alla Stella Rossa nel 2015. Nel febbraio del 2021 è stato ceduto in prestito al Grafičar Belgrado dove ha debuttato a livello professionistico il 24 marzo nella partita di Prva Liga Srbija (seconda divisione serba) persa 2-1 contro lo Žarkovo. Rimasto svincolato al termine della stagione 2021-2022, nel gennaio del 2023 ha firmato un contratto in patria con il Rabotnički, dove ha giocato per una stagione e mezza prima di firmare con i moldavi dello Sheriff Tiraspol.
Il 4 febbraio 2025 è stato acquistato a titolo definitivo dall'OFK Belgrado.

### Nazionale
Ha giocato con la nazionale giovanile macedone Under-15, per poi optare nella Serbia dove ha militato in Under-16, Under-17, Under-18 e Under-19. Nel 2022 è tornato sui suoi passi ed ha risposto alla convocazione della Macedonia Under-21.
Ha debuttato con la nazionale maggiore macedone il 9 giugno 2025 nell'incontro di qualificazione per il campionato mondiale 2026 vinto 1-0 contro il Kazakistan.

## Statistiche

### Presenze e reti nei club
Statistiche aggiornate al 9 giugno 2025.
| Stagione                 | Squadra                  | Campionato               | Campionato | Campionato | Coppe nazionali | Coppe nazionali | Coppe nazionali | Coppe continentali | Coppe continentali | Coppe continentali | Altre coppe | Altre coppe | Altre coppe | Totale | Totale | Totale |
| Stagione                 | Squadra                  | Comp                     | Pres       | Reti       | Comp            | Pres            | Reti            | Comp               | Pres               | Reti               | Comp        | Pres        | Reti        | Pres   | Reti   |        |
| ------------------------ | ------------------------ | ------------------------ | ---------- | ---------- | --------------- | --------------- | --------------- | ------------------ | ------------------ | ------------------ | ----------- | ----------- | ----------- | ------ | ------ | ------ |
| gen.-giu. 2021           | Grafičar Belgrado        | 1L                       | 11         | 0          | CS              | 0               | 0               | -                  | -                  | -                  | -           | -           | -           | 11     | 0      |        |
| 2021-2022                | Grafičar Belgrado        | 1L                       | 15         | 0          | CS              | 0               | 0               | -                  | -                  | -                  | -           | -           | -           | 15     | 0      |        |
| Totale Grafičar Belgrado | Totale Grafičar Belgrado | Totale Grafičar Belgrado | 26         | 0          |                 | 0               | 0               |                    | -                  | -                  |             | -           | -           | 26     | 0      |        |
| gen.-giu.2023            | Rabotnički               | PL                       | 12         | 0          | CM              | 0               | 0               | -                  | -                  | -                  | -           | -           | -           | 12     | 0      |        |
| 2023-2024                | Rabotnički               | PL                       | 28         | 1          | CM              | 0               | 0               | -                  | -                  | -                  | -           | -           | -           | 28     | 1      |        |
| Totale Rabotnički        | Totale Rabotnički        | Totale Rabotnički        | 40         | 1          |                 | 0               | 0               |                    | -                  | -                  |             | -           | -           | 40     | 1      |        |
| 2024-gen. 2025           | Sheriff Tiraspol         | SL                       | 6          | 0          | CM              | 0               | 0               | UEL+UECL           | 1+1                | 0                  | -           | -           | -           | 8      | 0      |        |
| gen.-giu. 2025           | OFK Belgrado             | SL                       | 14         | 0          | CS              | 0               | 0               | -                  | -                  | -                  | -           | -           | -           | 14     | 0      |        |
| Totale carriera          | Totale carriera          | Totale carriera          | 86         | 1          |                 | 0               | 0               |                    | 2                  | 0                  |             | -           | -           | 88     | 1      |        |

### Cronologia presenze e reti in nazionale
| Cronologia completa delle presenze e delle reti in nazionale ― Macedonia del Nord | Cronologia completa delle presenze e delle reti in nazionale ― Macedonia del Nord | Cronologia completa delle presenze e delle reti in nazionale ― Macedonia del Nord | Cronologia completa delle presenze e delle reti in nazionale ― Macedonia del Nord | Cronologia completa delle presenze e delle reti in nazionale ― Macedonia del Nord | Cronologia completa delle presenze e delle reti in nazionale ― Macedonia del Nord | Cronologia completa delle presenze e delle reti in nazionale ― Macedonia del Nord | Cronologia completa delle presenze e delle reti in nazionale ― Macedonia del Nord |
| Data                                                                              | Città                                                                             | In casa                                                                           | Risultato                                                                         | Ospiti                                                                            | Competizione                                                                      | Reti                                                                              | Note                                                                              |
| --------------------------------------------------------------------------------- | --------------------------------------------------------------------------------- | --------------------------------------------------------------------------------- | --------------------------------------------------------------------------------- | --------------------------------------------------------------------------------- | --------------------------------------------------------------------------------- | --------------------------------------------------------------------------------- | --------------------------------------------------------------------------------- |
| 9-6-2025                                                                          | Astana                                                                            | Kazakistan                                                                        | 0 – 1                                                                             | Macedonia del Nord                                                                | Qual. Mondiali 2026                                                               | -                                                                                 |                                                                                   |
| Totale                                                                            |                                                                                   | Presenze                                                                          | 1                                                                                 |                                                                                   | Reti                                                                              | 0                                                                                 |                                                                                   |